# Korea Women League 2008
Die Korea Women League 2008 war die dreizehnte und zugleich letzte Spielzeit der südkoreanischen Fußballliga der Frauen unter diesem Namen. Gespielt wurde in einem Hinrunden- und Rückrundenserie.

## Teilnehmer
| Team                           | Stadt             | Vereinsart        |
| ------------------------------ | ----------------- | ----------------- |
| Incheon Hyundai Steel WFC      | Incheon           | Vereinsmannschaft |
| Chungnam Ilhwa Chunma WFC      | Chungcheongnam-do | Vereinsmannschaft |
| Gyeongnam Daekyo Kangerous WFC | Gyeongsangnam-do  | Vereinsmannschaft |
| Seoul WFC                      | Seoul             | Vereinsmannschaft |
| Busan Sangmu WFC               | Busan             | Vereinsmannschaft |
| Suwon FMC WFC                  | Suwon             | Vereinsmannschaft |

## Hinrunde
Die Spiele wurden in Cheonyeon ausgetragen.

### Abschlusstabelle
| Pl. | Verein                         | Sp. | S | U | N | Tore    | Diff. | Punkte |
| --- | ------------------------------ | --- | - | - | - | ------- | ----- | ------ |
| 1.  | Gyeongnam Daekyo Kangerous WFC | 3   | 3 | 0 | 0 | 006:100 | +5    | 09     |
| 2.  | Incheon Hyundai Steel WFC      | 3   | 2 | 0 | 1 | 008:700 | +1    | 06     |
| 3.  | Seoul WFC (M)                  | 3   | 0 | 1 | 2 | 003:500 | −2    | 01     |
| 4.  | Chungnam Ilhwa Chunma WFC      | 3   | 0 | 1 | 2 | 001:500 | −4    | 01     |

| Zum 3. Spieltag: Meister der Korea Women League 2008-Hinrundenserie |

| Zum Saisonende 2007: |                     |
| (M)                  | Amtierender Meister |

## Rückrunde
Gespielt wurde im Hwacheon-Stadion.

### Abschlusstabelle
| Pl. | Verein                         | Sp. | S | U | N | Tore    | Diff. | Punkte |
| --- | ------------------------------ | --- | - | - | - | ------- | ----- | ------ |
| 1.  | Gyeongnam Daekyo Kangerous WFC | 4   | 3 | 1 | 0 | 012:300 | +9    | 10     |
| 2.  | Incheon Hyundai Steel WFC      | 4   | 1 | 3 | 0 | 005:300 | +2    | 06     |
| 3.  | Chungnam Ilhwa Chunma WFC      | 4   | 1 | 2 | 1 | 008:700 | +1    | 05     |
| 4.  | Busan Sangmu WFC               | 4   | 0 | 3 | 1 | 001:600 | −5    | 03     |
| 5.  | Suwon FMC WFC                  | 4   | 0 | 1 | 3 | 000:700 | −7    | 01     |

| Zum 4. Spieltag: Meister der Korea Women League 2008-Rückrundenserie |